# 16259 Гаузінґер
16259 Гаузінґер (16259 Housinger) — астероїд головного поясу, відкритий 6 травня 2000 року.
Тіссеранів параметр щодо Юпітера — 3,327.